# أمير الموسوي
أمير الموسوي (23 أيلول 1957 - ) دبلوماسي إيراني سابق ومحلل سياسي ذو ظهور كثير في القنوات الفضائية، عملَ أمير ممثلاً ثقافياً في عدة سفارات إيرانية ابتداءً من السفارة الإيرانية في بروكسل، ثم السودان من سنة 1990 حتى 1996، عاد بعدئذٍ إلى إيران، فعمل في رابط الثقافة والعلاقات الإسلامية، وأصبح مدير مرکز الدراسات الدراسات الإستراتيجية والعلاقات الدولية في طهران، عمل في الملحقية الثقافية في الجزائر من سنة 2014 حتى سنة 2018، حين طُرِدَ منها، بسبب انتقاده الحادّ لأرملة الرئيس الجزائري الأسبق، أنيسة بومدين، التي أيّدت المعارِضة الإيرانية مريم رجوي، قال أمير "السيدة أنيسة أحمد المنصلي تتمنى من باريس سقوط نظام الجمهورية الإسلامية الإيرانية، وتتمنى أن ترى "الإرهابية" مريم رجوي تحكم إيران وهي المدعومة "إسرائيليا وأميركيا ومن بعض الأعراب المتصهينين وتحتضنها وتدعمها فرنسا"، وفي 14 آذار سنة 2022م، أعلنت هيئة الإعلام والاتصالات العراقية عن أمرها للقنوات العراقية بمنع ظهور واستضافة أمير موسوي فيها، وفقاً لمادة منع التحريض على العنف والكراهية، بسبب تحريضه على استهداف محافظة عراقية وإضراره بالعلاقات الدبلوماسية بين جمهورية العراق وجمهورية إيران، وكان الحرس الثورة الإيراني قد قصف قبلئذٍ مدينة أربيل ب12 صاروخاً، وُلد أمير موسوي في مدينة النجف في جمهورية العراق، وأقام هناك حتى سنة 1981م حين طُرِدَ من العراق مع آلاف من الإيرانيين، فذهب إلى إيران. قال الكاتب حيدر صبي، إن أمير الموسوي إيراني من أصل عراقيٍّ نجفيٍّ بات ضحية هو وعائلته بسبب قرارات صدام المجحفة آنذاك، مع أننا نعلم أن هناك الآلاف من العراقيين ممن عرفوا بـ”التبعية الإيرانية”.